# Myrmarachne erythrocephala
Myrmarachne erythrocephala este o specie de păianjeni din genul Myrmarachne, familia Salticidae. A fost descrisă pentru prima dată de Koch L., 1879. Conform Catalogue of Life specia Myrmarachne erythrocephala nu are subspecii cunoscute.